# Austroaeschna tasmanica
Austroaeschna tasmanica är en trollsländeart som beskrevs av Tillyard 1916. Austroaeschna tasmanica ingår i släktet Austroaeschna och familjen mosaiktrollsländor. Inga underarter finns listade i Catalogue of Life.